# Saint-Côme-de-Fresné
Saint-Côme-de-Fresné est une commune française, située dans le département du Calvados en région Normandie, peuplée de 252 habitants (les Saint-Comiens).

## Géographie

### Localisation
Saint-Côme-de-Fresné est une commune littorale du Calvados située dans le Bessin à dix kilomètres de Bayeux, entre les communes d'Arromanches-les-Bains à l'ouest et Asnelles à l'est.

### Communes limitrophes

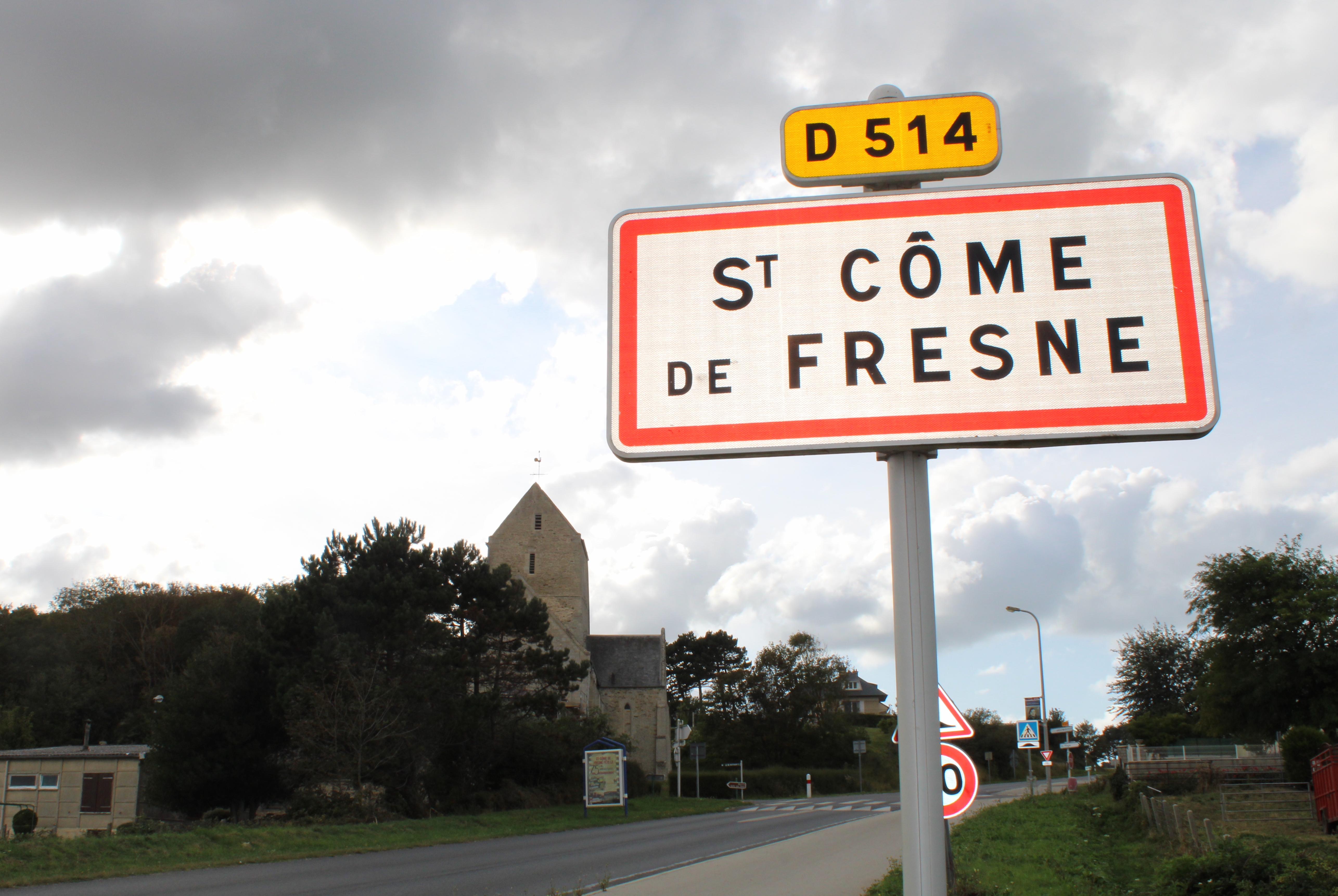
Entrée du village.

| Arromanches-les-Bains | Mer de la Manche     | Asnelles   |
| Ryes                  | Saint-Côme-de-Fresné | Meuvaines  |
| Ryes                  | Bazenville           | Bazenville |

### Géologie et relief
La commune est classée en zone de sismicité 2, correspondant à une sismicité faible.

### Hydrographie
La commune est située dans le bassin Seine-Normandie. Elle est drainée par la Gronde,.

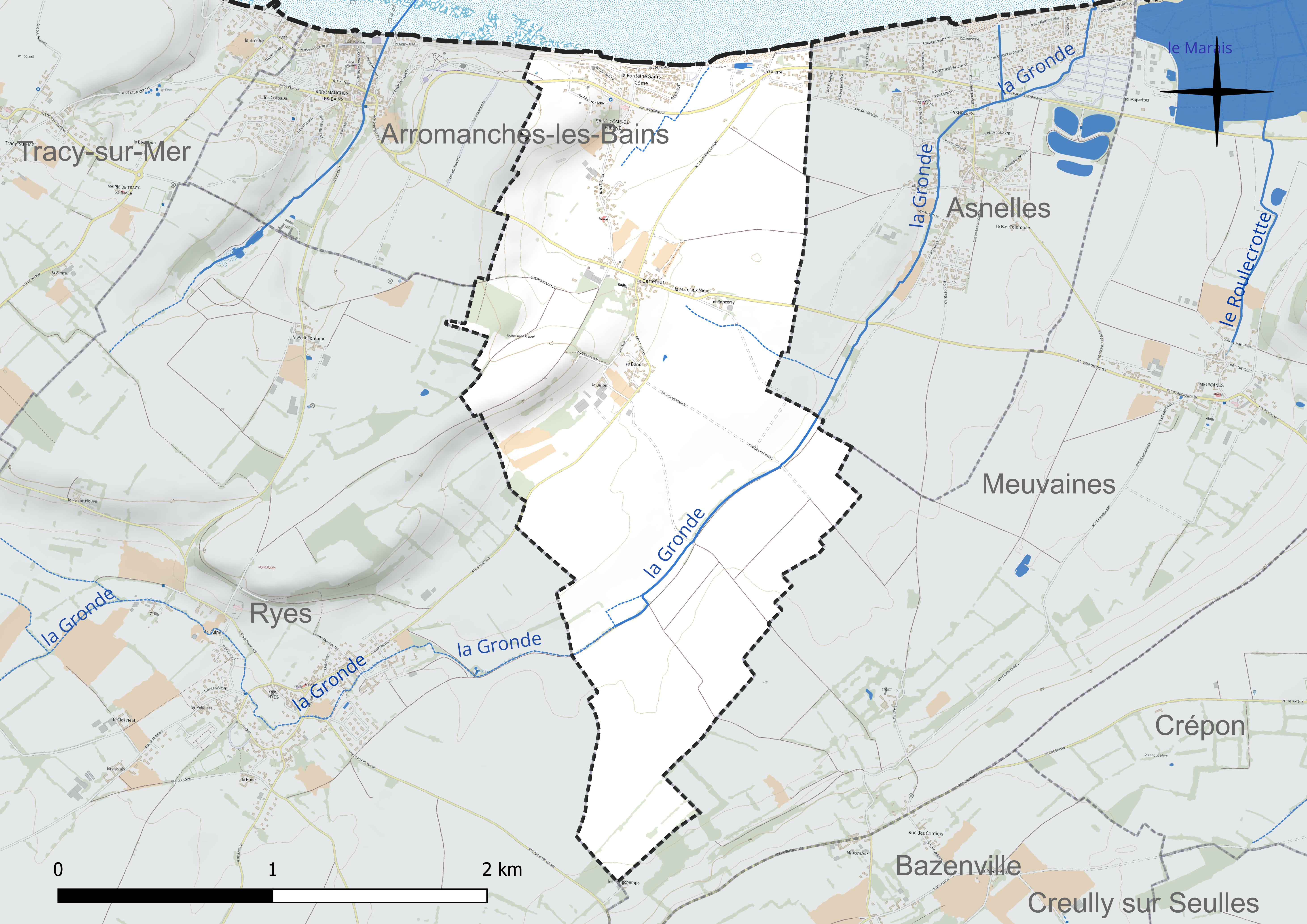
Réseau hydrographique de Saint-Côme-de-Fresné.

### Climat
Pour des articles plus généraux, voir Climat de la Normandie et Climat du Calvados.
En 2010, le climat de la commune est de type climat océanique altéré, selon une étude du CNRS s'appuyant sur une série de données couvrant la période 1971-2000. En 2020, Météo-France publie une typologie des climats de la France métropolitaine dans laquelle la commune est exposée à un climat océanique et est dans la région climatique  Normandie (Cotentin, Orne), caractérisée par une pluviométrie relativement élevée (850 mm/a) et un été frais (15,5 °C) et venté. Parallèlement le GIEC normand, un groupe régional d'experts sur le climat, différencie quant à lui, dans une étude de 2020, trois grands types de climats pour la région Normandie, nuancés à une échelle plus fine par les facteurs géographiques locaux. La commune est, selon ce zonage, exposée à un « climat des plateaux abrités », correspondant à la plaine agricole de Caen à Falaise, sous le vent des collines de Normandie et proche de la mer, se caractérisant par une pluviométrie et des contraintes thermiques modérées.
Pour la période 1971-2000, la température annuelle moyenne est de 11,1 °C, avec  une amplitude thermique annuelle de 11,1 °C. Le cumul annuel moyen de précipitations est de 734 mm, avec 11,6 jours de précipitations en janvier et 7,5 jours en juillet. Pour la période 1991-2020, la température moyenne annuelle observée sur la station météorologique la plus proche, située sur la commune de Bernières-sur-Mer à 13 km à vol d'oiseau, est de 11,7 °C et le cumul annuel moyen de précipitations est de 695,0 mm,. Pour l'avenir, les paramètres climatiques de la commune estimés pour 2050 selon différents scénarios d'émission de gaz à effet de serre sont consultables sur un site dédié publié par Météo-France en novembre 2022.

## Urbanisme

### Typologie
Au 1er janvier 2024, Saint-Côme-de-Fresné est catégorisée commune rurale à habitat dispersé, selon la nouvelle grille communale de densité à 7 niveaux définie par l'Insee en 2022.
Elle est située hors unité urbaine et hors attraction des villes,.
La commune, bordée par la baie de Seine, est également une commune littorale au sens de la loi du 3 janvier 1986, dite loi littoral. Des dispositions spécifiques d'urbanisme s'y appliquent dès lors afin de préserver les espaces naturels, les sites, les paysages et l'équilibre écologique du littoral, tel le principe d'inconstructibilité, en dehors des espaces urbanisés, sur la bande littorale des 100 mètres, ou plus si le plan local d'urbanisme le prévoit.

### Occupation des sols
L'occupation des sols de la commune, telle qu'elle ressort de la base de données européenne d'occupation biophysique des sols Corine Land Cover (CLC), est marquée par l'importance des territoires agricoles (91 % en 2018), une proportion identique à celle de 1990 (91 %). La répartition détaillée en 2018 est la suivante : 
terres arables (83,9 %), zones urbanisées (7,8 %), prairies (7 %), zones humides côtières (1,3 %), zones agricoles hétérogènes (0,1 %). L'évolution de l'occupation des sols de la commune et de ses infrastructures peut être observée sur les différentes représentations cartographiques du territoire : la carte de Cassini (XVIIIe siècle), la carte d'état-major (1820-1866) et les cartes ou photos aériennes de l'IGN pour la période actuelle (1950 à aujourd'hui).

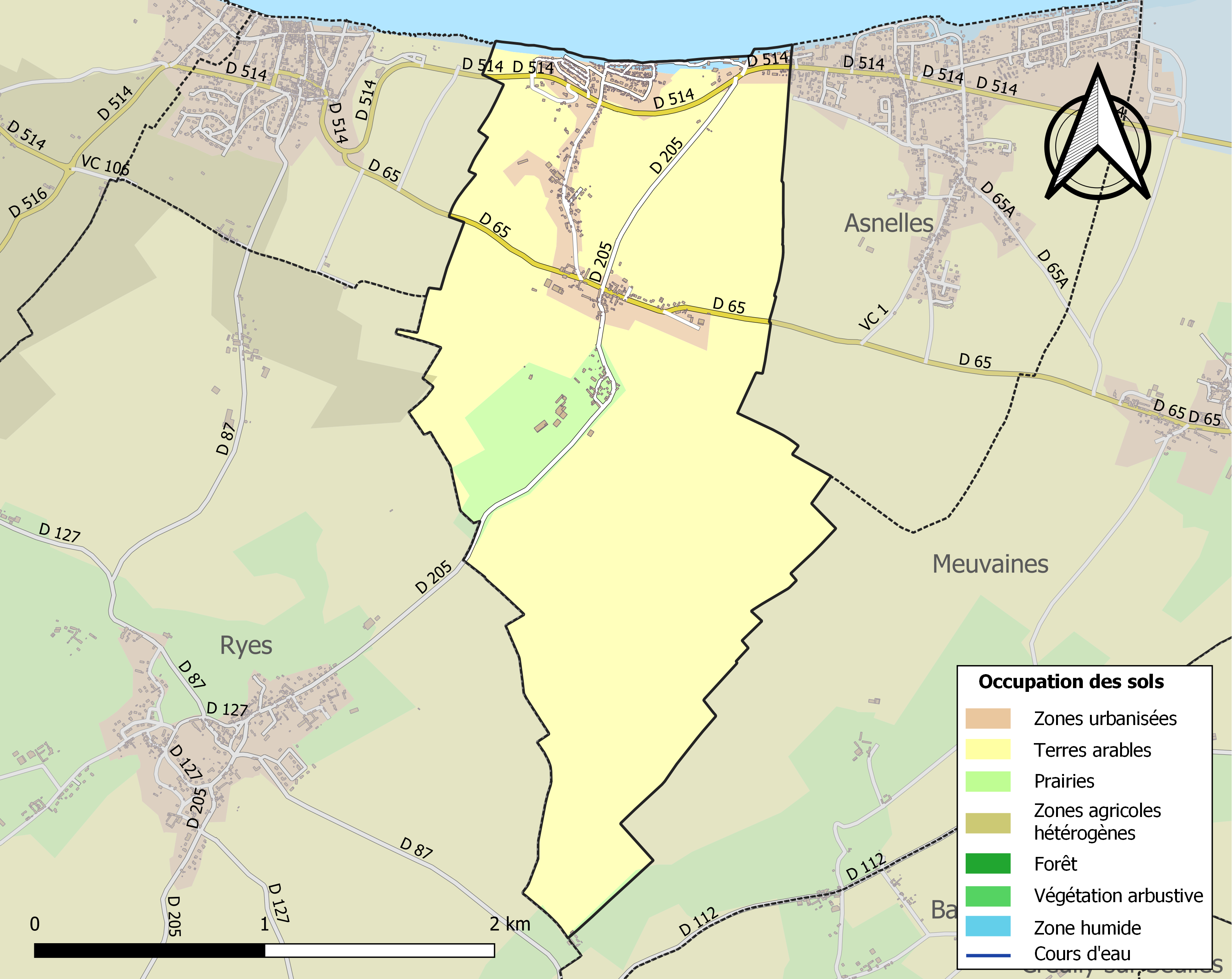
Carte des infrastructures et de l'occupation des sols de la commune en 2018 (CLC).

### Logement
En 2013, le nombre total de logements dans la commune était de 321.
Parmi ces logements, 32 % étaient des résidences principales, 67,4 % des résidences secondaires et 0,6 % des logements vacants.
La part des ménages propriétaires de leur résidence principale s'élevait à 81,9 %.

## Toponymie
L'hagiotoponyme et la paroisse sont dédiés à Saint Côme.
Le Fresne, attesté sous la forme Masse-de-Fresné en 1848 (état-major), est un ancien Village de la commune de Saint-Côme-de-Fresné, Fresné est attesté sous les fomes Fresnay en 1793 ; Fresmey-Saint-Côme en 1801.
Fresné : Le nom désigne un lieu caractérisé par la présence d'un frêne.
Commune nommée par les marins le Blanc-Moutier, (vieille expression signifiant « la blanche église »). Car l'édifice, dont les fondations remontent au XIIe siècle, a longtemps servi d'amer, de « repère », aux bateaux de pêche et de commerce qui longeaient les côtes. « Quand tu vois le Blanc moutier, prends garde au rocher », dit le proverbe.

## Histoire
Située sur le site de la plage de débarquement de Gold Beach, le village fut libéré dès le 6 juin 1944 par des troupes britanniques.
Sa plage fit ensuite partie du port artificiel d'Arromanches, construit par les Britanniques les jours suivant le débarquement. La voie de déchargement des Landing Ship Tanks arrivait sur la plage, face au village
En janvier 1963, comme sur une grande partie du littoral de la Manche, la banquise se forme sur la mer.[pertinence contestée]

## Politique et administration

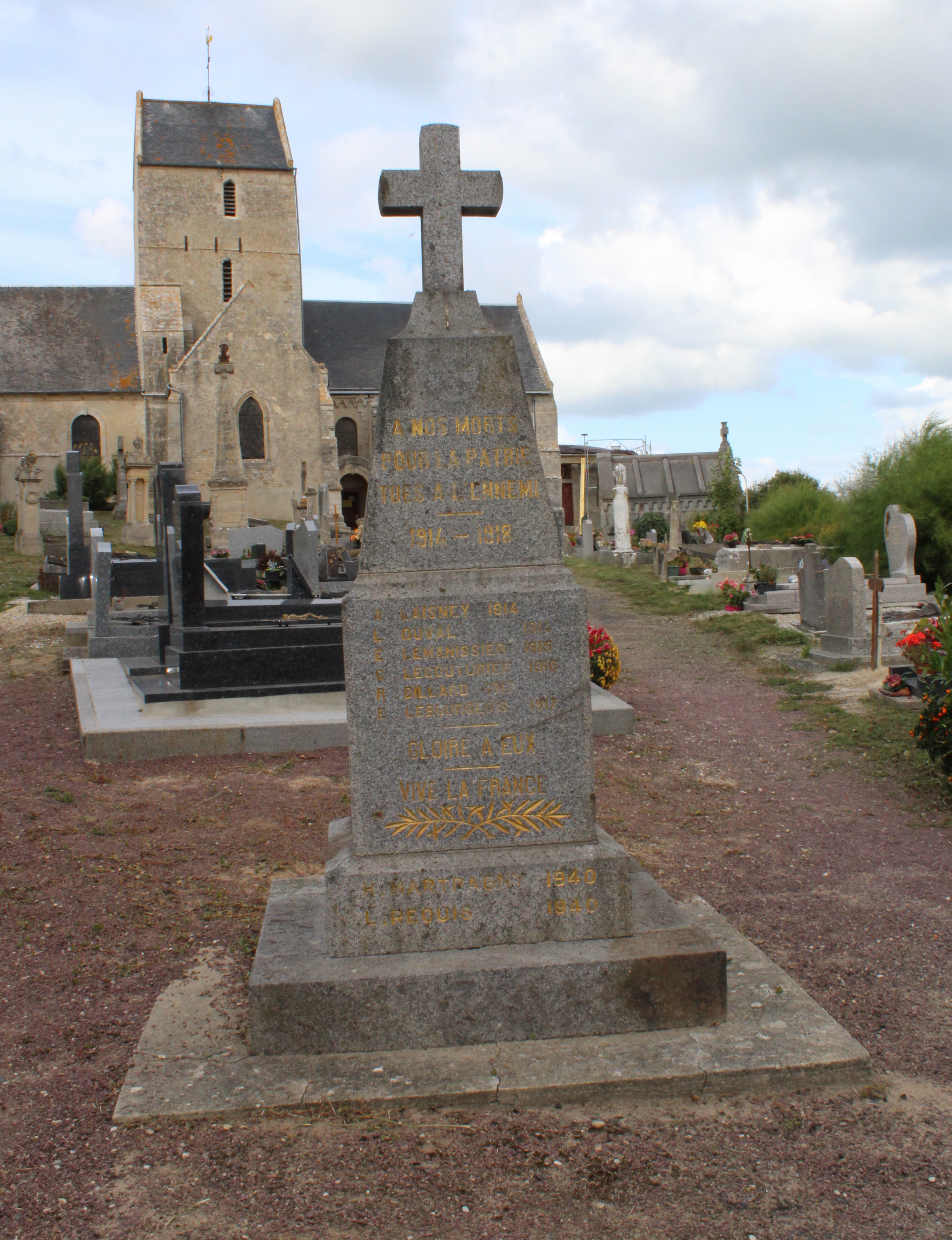
Le monument aux morts.

| Période                                  | Période    | Identité                                    | Étiquette | Qualité                                |
| ---------------------------------------- | ---------- | ------------------------------------------- | --------- | -------------------------------------- |
| 1986                                     | mars 2001  | Comte Hubert Le Chanoine du Manoir de Juaye |           | Châtelain de Fresné                    |
| mars 2001                                | avril 2014 | François Lopez                              | SE        | Cadre EDF                              |
| avril 2014                               | En cours   | Bernard Kermoal                             | SE        | Chef de projet infrastructure routière |
| Les données manquantes sont à compléter. |            |                                             |           |                                        |

## Démographie
L'évolution du nombre d'habitants est connue à travers les recensements de la population effectués dans la commune depuis 1793. Pour les communes de moins de 10 000 habitants, une enquête de recensement portant sur toute la population est réalisée tous les cinq ans, les populations de référence des années intermédiaires étant quant à elles estimées par interpolation ou extrapolation. Pour la commune, le premier recensement exhaustif entrant dans le cadre du nouveau dispositif a été réalisé en 2004.
En 2022, la commune comptait 252 habitants, en évolution de −4,91 % par rapport à 2016 (Calvados : +1,58 %, France hors Mayotte : +2,11 %).
| 1793 | 1800 | 1806 | 1821 | 1831 | 1836 | 1841 | 1846 | 1851 |
| ---- | ---- | ---- | ---- | ---- | ---- | ---- | ---- | ---- |
| 283  | 218  | 499  | 264  | 250  | 249  | 231  | 256  | 256  |

| 1856 | 1861 | 1866 | 1872 | 1876 | 1881 | 1886 | 1891 | 1896 |
| ---- | ---- | ---- | ---- | ---- | ---- | ---- | ---- | ---- |
| 319  | 309  | 306  | 283  | 244  | 211  | 203  | 196  | 186  |

| 1901 | 1906 | 1911 | 1921 | 1926 | 1931 | 1936 | 1946 | 1954 |
| ---- | ---- | ---- | ---- | ---- | ---- | ---- | ---- | ---- |
| 179  | 158  | 151  | 119  | 122  | 122  | 127  | 137  | 149  |

| 1962 | 1968 | 1975 | 1982 | 1990 | 1999 | 2004 | 2006 | 2009 |
| ---- | ---- | ---- | ---- | ---- | ---- | ---- | ---- | ---- |
| 125  | 143  | 147  | 155  | 171  | 224  | 226  | 219  | 233  |

| 2014 | 2019 | 2022 | - | - | - | - | - | - |
| ---- | ---- | ---- | - | - | - | - | - | - |
| 257  | 259  | 252  | - | - | - | - | - | - |

## Économie

### Revenus de la population et fiscalité
Le nombre de ménages fiscaux en 2013 était de 105 représentant 257 personnes et la  médiane du revenu disponible par unité de consommation  de 22 467 €.

### Emploi
En 2014, le nombre total d'emploi dans la zone était de 68, occupant 102 actifs résidants (salariés et non-salariés) .
Le taux d'activité de la population âgée de 15 à 64 ans s'élevait à  75,5 % contre un taux de chômage (au sens du recensement) de  10,8 %. Les inactifs se répartissent de la façon suivante : étudiants et stagiaires non rémunérés 4,8 %, retraités ou préretraités 9,2 %, autres inactifs 10,2 %.

### Entreprises et commerces
En 2015, le nombre d'établissements actifs était de trente-quatre dont trois dans l'agriculture-sylviculture-pêche, un dans l'industrie, sept dans la construction, vingt-deux dans le commerce-transports-services divers et un était relatif au secteur administratif.
Cette même année, une entreprise a été créée par un auto-entrepreneur.

## Culture locale et patrimoine

### Lieux et monuments
- Moins connue et plus calme qu'Arromanches-les-Bains, cette commune est un tableau d'histoire vivant. Sa  plage est une plage du débarquement alliés, on peut y observer le port artificiel aussi bien qu'à Arromanches.
- Château de Fresné, propriété de la famille Le Chanoine du Manoir de Juaye.
- Église Saint-Côme-et-Saint-Damien, des XIIe et XVe siècles. Elle fut en partie incendiée par les tirs de la flotte alliée le 6 juin 1944. Les cloches de l'église sonnèrent dès les premiers débarquements des troupes sur le sol de France[30].

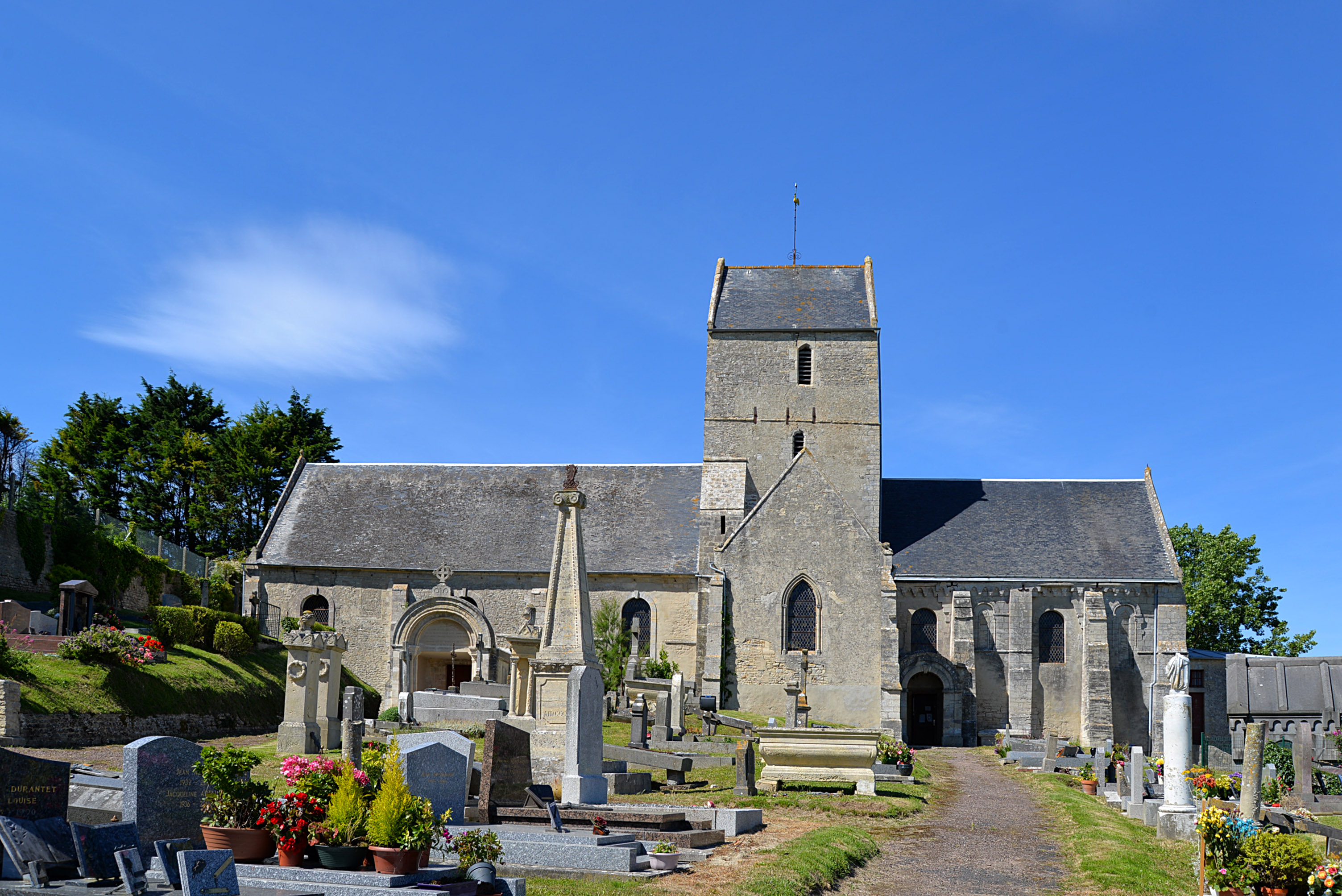
L'église Saint-Côme-et-Saint-Damien. Vue Sud.
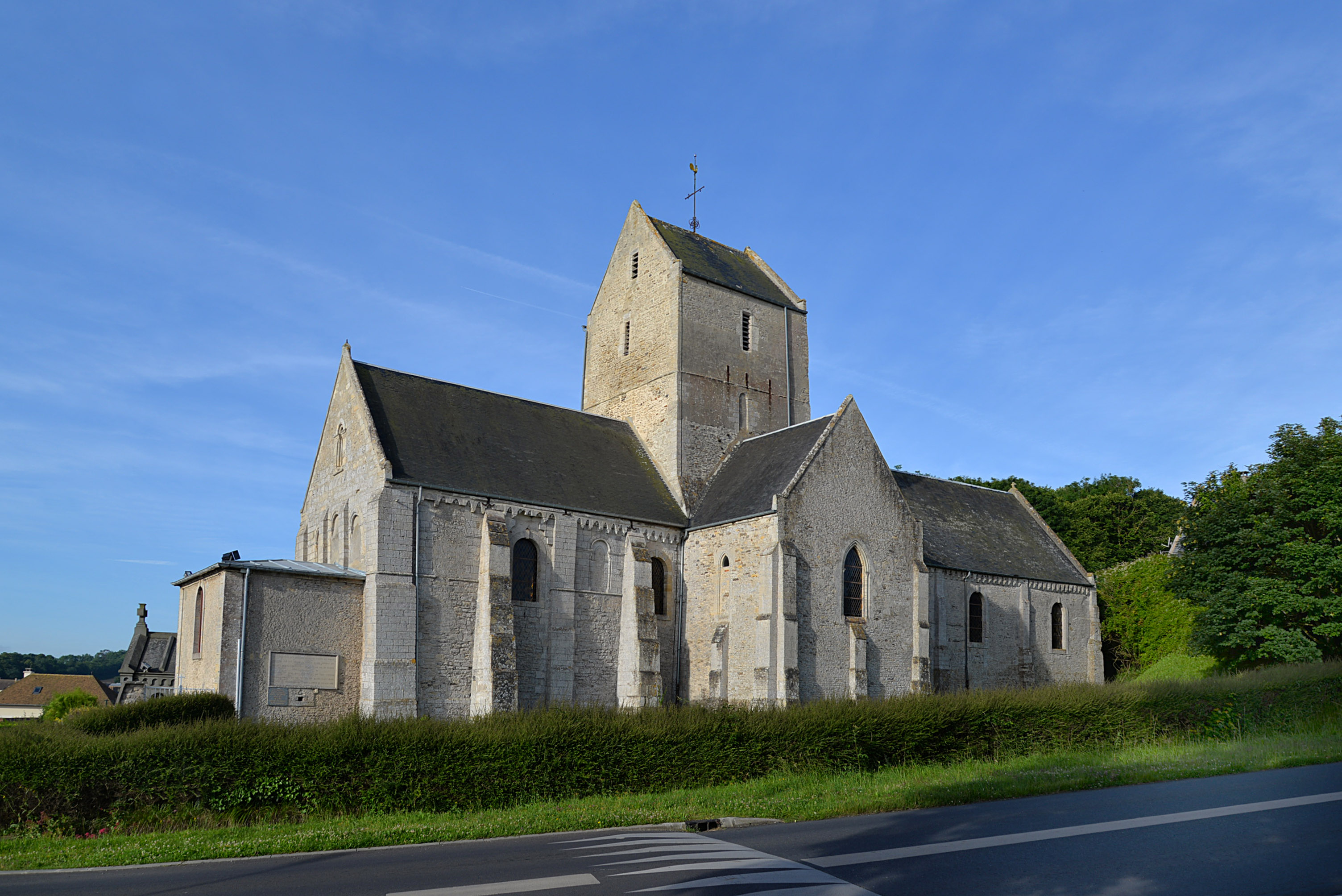
L'église Saint-Côme-et-Saint-Damien. Vue Nord-Est.
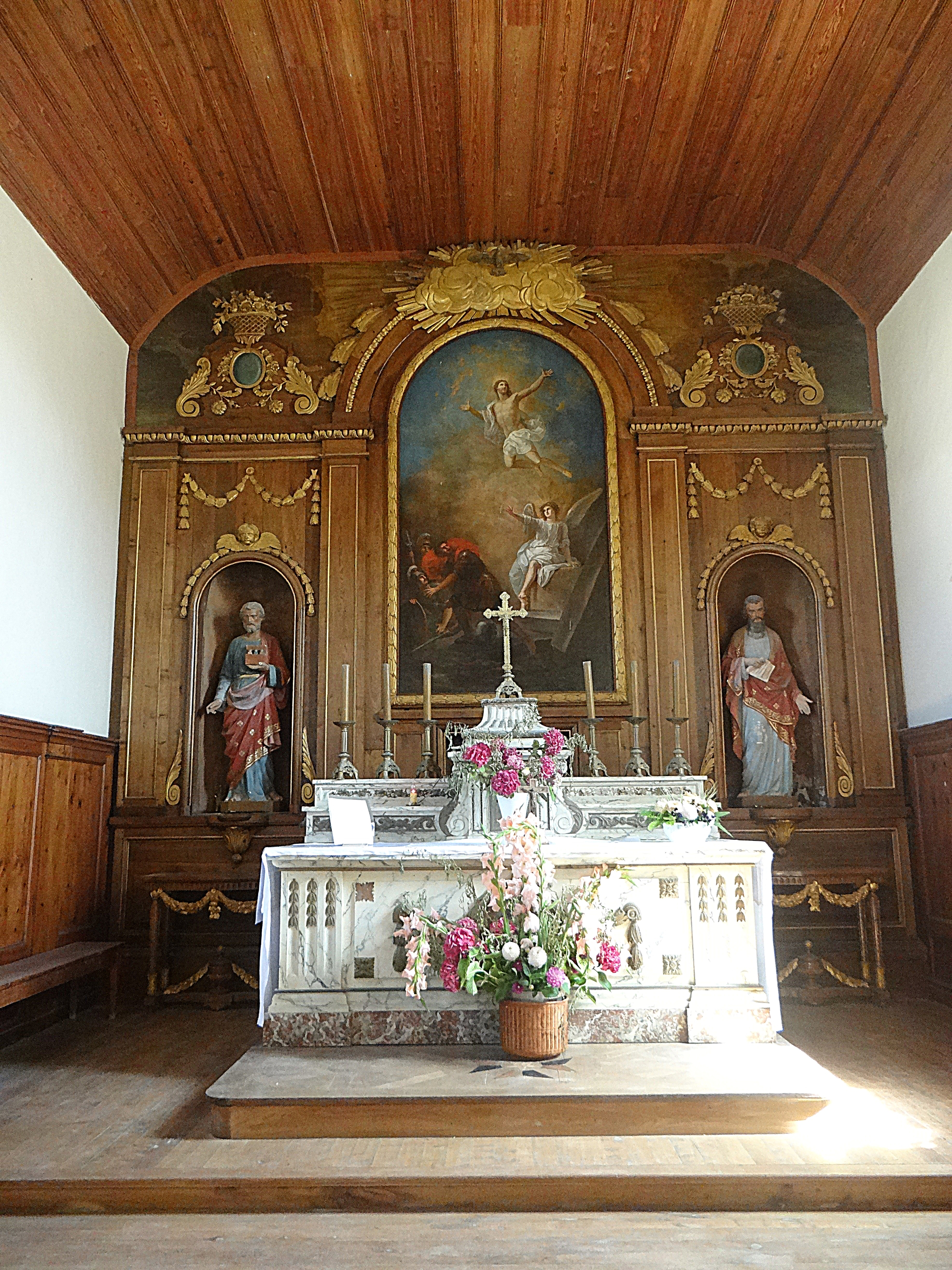
L'intérieur de l'église Saint-Côme-et-Saint-Damien.
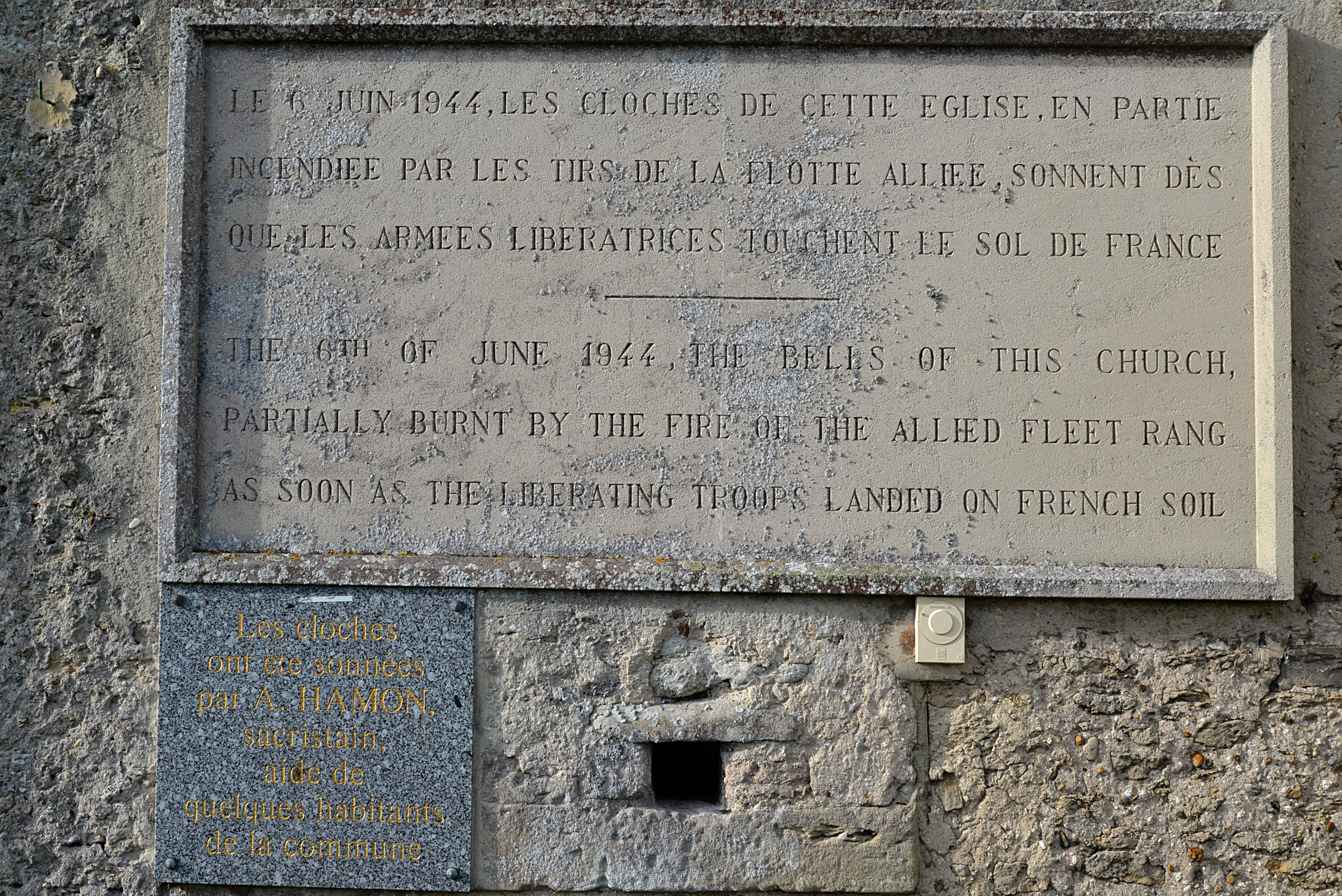
Les plaques commémoratives concernant les cloches de l'église le 6 juin 1944.

### Héraldique
| Armes de Saint-Côme-de-Fresné | Les armoiries de Saint-Côme-de-Fresné se blasonnent ainsi : D'azur au chevron cousu de sable accompagné en chef de saint Côme et de saint Damien de carnation, vêtus d'argent et issant chacun d'une nuée d'or, et en pointe d'une branche de frêne de trois rameaux de sinople. |